# Wapen van Soest (Nederland)
Het wapen van Soest werd op 11 september 1816 aan de gemeente Soest toegekend. Het is het enige gemeentelijke wapen in Nederland met een helm in plaats van een kroon.

## Geschiedenis
In 1815 werden alle gemeenten in het Verenigd Koninkrijk der Nederlanden opgeroepen om bij de Hoge Raad van Adel aan te geven wat zij als hun gemeentelijk wapen zouden willen hebben. De toenmalige burgemeester (G. Steijn van Hensenbroek) schreef de Hoge Raad van Adel dat er geen eerder wapen bekend was. Omdat een oud wapen niet bekend was werd er verzocht om een nieuw wapen waarin objecten staan die de belangrijkste inkomstenbronnen van de gemeente symboliseren: landbouwgereedschappen, die voor de landbouw symbool staan. Achter het wapenschild had dan een blauw gordijn moeten komen, op dit gordijn zouden sterren aangebracht zijn. Hier ging de Hoge Raad van Adel niet mee akkoord.

## Verschillen tussen beschrijving en tekening
De tekening en de daadwerkelijke uitvoering wijken van elkaar af. De officiële tekening toont een rechte dwarsbalk met daarin drie golven, terwijl de blazoenering het heeft over een gegolfde dwarsbalk. De dwarsbalk symboliseert de Eem die in de buurt van Soest stroomt. In het register van de Hoge Raad van Adel is weer een andere afbeelding opgenomen, namelijk een met een gegolfde golvende dwarsbalk, dus de beide varianten zijn daarin gecombineerd.
De hooimijt is ook een punt waarover verschillen bestaan. In de beschrijving wordt gesproken over een berg van hooi, dit impliceert dat deze los in de schildvoet staat. Op de tekening komt de hooiberg echter uit de schildvoet. In 1987 werd geopperd om dit aan te laten passen, dit is echter nooit gedaan.

## Blazoen
De officiële beschrijving van het wapen van Soest luidt sinds 11 september 1816 als volgt:
Van sinopel, beladen met eene golvende fasce van zilver, verzeld en chef met een ploeg en en pointe met een berg van hooi, alles van goud.
Het schild is groen van kleur met daarop een golvende zilveren dwarsbalk (fasce), In het schildhoofd (en chef) is een ploeg geplaatst, in de schildvoet (en pointe) een hooiberg. De ploeg en hooiberg zijn beide van goud.
Er wordt niet vermeld dat de hooiberg uit de voet van het schild komt. De beschrijving maakt ook geen melding van de helm die het wapen kroont. Deze helm is een open traliehelm met aan weerszijden landbouwgereedschappen. Aan de heraldisch rechter zijde, voor de kijker links, steken er een polsstok, zeis en een vlegel achter de helm vandaan. Links, voor de kijker rechts, zijn dat een hooihark, riek en een sikkel.